# Five Nights at Freddy's (película)
Five Nights at Freddy's es una película estadounidense de terror sobrenatural y suspenso de 2023 dirigida por Emma Tammi, coautora del guion junto a Scott Cawthon y Seth Cuddeback, basada en la franquicia de videojuegos del mismo nombre creada por Cawthon. La película está protagonizada por Josh Hutcherson, Elizabeth Lail, Piper Rubio, Mary Stuart Masterson y Matthew Lillard. La trama sigue a Mike Schmidt, un guardia de seguridad con problemas tanto familiares como financieros que comienza a trabajar durante el turno nocturno en una pizzería y centro de entretenimiento familiar abandonado, donde descubre que las mascotas animatrónicas están poseídas por las almas de unos niños.
El desarrollo de una adaptación cinematográfica de Five Nights at Freddy's comenzó en abril de 2015, con la participación de Warner Bros. Pictures. Roy Lee, David Katzenberg y Seth Grahame-Smith estaban listos para producirla, con Gil Kenan anunciado como director y coguionista. Después de varios retrasos en la producción, la versión de Warner Bros. ya no avanzaba y Kenan abandonó el proyecto. En marzo de 2017, Blumhouse Productions fue anunciada como la nueva productora, con Chris Columbus como director y coescritor. Columbus finalmente también abandonó el proyecto, y Emma Tammi fue anunciada como su reemplazo en octubre de 2022. El elenco principal se confirmó en diciembre de ese año, mientras que otras incorporaciones al elenco se anunciaron en marzo de 2023. La filmación comenzó en Nueva Orleans el 1 de febrero y terminó el 3 de abril de 2023.
Five Nights at Freddy's se estrenó en los cines y en Peacock en los Estados Unidos el 27 de octubre de 2023 por Universal Pictures. La película recibió críticas generalmente negativas de los críticos, pero fue un éxito comercial, recaudando $308.6 millones de dólares y convirtiéndose en la película más taquillera de Blumhouse en todo el mundo, superando a Split. 

## Argumento
Una famosa pizzería llamada Freddy Fazbear's Pizza, era un centro de entretenimiento familiar que alguna vez fue exitoso en los años 1980, pero debido a un inexplicable incidente, la famosa pizzería cerró sus puertas al público y fue abandonada con el paso del tiempo. 
En el año 2000, un guardia de seguridad nocturno intenta desesperadamente huir del edificio, pero en medio de su escape, es atacado y capturado por un zorro animatrónico rojo con temática pirata, donde momentos después, es atado a un dispositivo que le coloca la cabeza de un animatrónico vacía con sierras en su interior, donde este último intenta desesperadamente liberarse aflojando unos tornillos de la silla donde se encuentra atado, pero desafortunadamente no lo consigue a tiempo y su rostro termina siendo mutilado y muere asesinado.
Algún tiempo después, el guardia de seguridad del centro comercial, Mike Schmidt (Josh Hutcherson), es despedido por agredir a un padre negligente al que confundió con un secuestrador. El consejero profesional de Mike, Steve Raglan (Matthew Lillard), le ofrece un trabajo como guardia nocturno en Freddy Fazbear's Pizza. Aunque inicialmente se muestra reacio, Mike termina aceptando después de que los servicios sociales amenazan con tomar la custodia de su hermana menor Abby (Piper Rubio) y pasársela a su tía Jane (Mary Stuart Masterson), de la que está separada, quien desea los pagos mensuales de la custodia.
Durante su primera noche de trabajo, Mike se queda dormido y empieza a soñar con el secuestro de su hermano pequeño Garrett (Lucas Grant). Conoce a cinco niños que también presenciaron el crimen y cuando Mike les pregunta a los niños, ellos huyen. Al día siguiente, Jane contrata a una pandilla de vándalos, que incluye a Maxine (Kat Conner Sterling) (la niñera de Abby) y está dirigida por su hermano Jeffrey (David Lind), para destrozar la pizzería con el fin de que Mike sea despedido y acelerar la custodia de Abby por parte de Jane. En la segunda noche de trabajo, el sueño de Mike se repite nuevamente, pero cuando intenta acercarse a uno de ellos, este le hiere la mano a Mike con su gancho de cartón y le hace un grito aterrador. Durante esa noche, se encuentra con la oficial de policía Vanessa Shelly (Elizabeth Lail), quien tras curarle la herida en su mano, le explica que el restaurante se cerró en los años 1980 después de que cinco niños fueran asesinados ahí. Una vez que Mike termina su turno y se va a su casa, de pronto los vándalos irrumpen en la pizzería para causar destrozos, pero las mascotas animatrónicas del restaurante (Freddy Fazbear, Bonnie, Chica, Foxy y el Sr. Cupcake) cobran vida y matan a todo el grupo de vándalos, incluida a Maxine que termina siendo despedazada. La desaparición de Maxine obliga a Mike a llevar a Abby a su siguiente turno, en el que los animatrónicos se hacen amigos de Abby, pero ellos desconfían de Mike.
En casa, Mike descubre en el cuarto de Abby unos dibujos de ella que retratan a los cinco niños desaparecidos (descubriendo que los animatrónicos están siendo poseídos por ellos) y en el desayuno, Mike le revela a Abby que él y sus padres tuvieron a Garrett, pero nunca habían hablado sobre él. Le muestra a Abby su dibujo del secuestro de Garrett y Mike le exige a ella una explicación, a lo que esta le revela que fue un "niño de cabello rubio" quien le contó, pero no mencionó la identidad del conductor; ya que simplemente mencionan a un "conejo amarillo".
En la cuarta noche, Abby resulta herida accidentalmente cuando ella, Mike y Vanessa se unen a los animatrónicos. En privado, Vanessa le advierte a Mike que no vuelva a traer a su hermana al restaurante abandonado por motivos de descuido e imprudencia. A la mañana siguiente, Mike le pide a Jane que cuide a Abby, para su frustración, mientras él se va al restaurante para su turno de trabajo nocturno y toma algunas píldoras para dormir. Esta vez sueña con el día de pícnic perfecto que nunca llegó a tener en vez de con el secuestro de su hermano, los niños aparecen nuevamente en su sueño y le dicen que puede quedarse con Garrett para siempre a cambio de Abby. Mike inicialmente acepta, pero cuando cambia de opinión y se da cuenta de que lo están haciendo, los niños lo atacan hasta dejarlo gravemente herido y se despierta atado al dispositivo de tortura. Mike logra escapar quitando los tornillos que el anterior guardia había aflojado previamente y se sorprende al descubrir el cuerpo sin vida de Maxine, muerta a manos de uno de los animatrónicos. Al llegar a la salida de emergencia para intentar salir deseperadamente del lugar, 
Foxy lo deja malherido. Mientras tanto, un animatrónico dorado de Freddy, poseído por el líder de los niños (el mismo "niño de cabello rubio" mencionado previamente), mata a Jane y lleva a Abby de regreso al restaurante.
Vanessa cura las heridas de Mike y éste le pide una explicación para saber lo que está pasando realmente. En respuesta y en culpabilidad, Vanessa le revela que ella es la hija de William Afton, un asesino en serie que secuestró y asesinó a los cinco niños y a Garrett, escondió sus cuerpos en los animatrónicos, sabiendo que la policía nunca los registraría y que sus almas están bajo su control. Al darse cuenta de que los animatrónicos planean matar a Abby y hacer que ella se una a ellos, Mike corre al restaurante no sin antes recibir instrucciones de Vanessa para entrar y salvarla. Los animatrónicos son derrotados a través de un táser, libera a Abby y la obliga a esconderse de ellos, pero cuando Mike llega a la entrada, un animatrónico de "conejo amarillo" se aproxima a Mike y los reactiva. Al quitarse la máscara, se revela como Steve, quien revela su verdadero nombre como William Afton. Después de revelarle a Mike sus verdaderas intenciones de matarlo a él y de haber sido el asesino de Garrett, lo golpea hasta dejarlo débil e incapaz de levantarse. Cuando William se prepara para matarlo, Vanessa llega resentida con su arma y se enfrenta a su padre, tratando de detenerlo, pero éste la apuñala con su cuchillo hiriéndola gravemente.
Al darse cuenta de que William les hace creer a los animatrónicos que el "conejo amarillo" es su amigo a través de un dibujo, Mike le pide a Abby que haga un dibujo de William en su traje de "conejo amarillo" asesinando a los niños para liberarlos de su influencia y hacerles darse cuenta de la verdad. Cuando los animatrónicos ven el dibujo de Abby, se vuelven en contra de William, quien les reprende por haberles creído en las palabras de Abby. El Sr. Cupcake muerde parte del traje de William, activando sus mecanismos internos de resorte, que lo hieren fatalmente y William les jura diciendo estas palabras: "¡Yo siempre regreso!" ("I always come back!" en inglés, además de su frase típica dicha en los videojuegos de la franquicia). Mientras los animatrónicos arrastran a William a una habitación trasera ganando la victoria, Mike y Abby sacan a Vanessa del restaurante, quien luego cae en coma y es hospitalizada. Poco tiempo después, Mike y Abby se reconcilian y retoman su vida normal. Mientras tanto, en el restaurante abandonado y en ruinas, el alma de Golden Freddy observa a William en su traje de "conejo amarillo" desangrándose en la habitación trasera y termina cerrando la puerta de manera satisfactoria.
En una escena a mitad de los créditos, el taxista que llevó a Abby y a Golden Freddy al restaurante, se encuentra tomándose una siesta. Cuando escucha que alguien ha abierto la puerta, él cree inicialmente que se trata de un cliente, pero al voltearse, se asusta al ver a Balloon Boy en el asiento del pasajero, para siempre.
Al final de los créditos, se escucha una caja musical y una voz robótica comienza a deletrear la frase: "V-E-N, B-Ú-S-C-A-M-E", poniendo fin a la película.

## Reparto
- Josh Hutcherson como Michael "Mike" Schmidt.
  - Wyatt M. Parker como Mike joven.
- Elizabeth Lail como Vanessa Shelly.
  - Emma Jo Tassin como Vanessa joven.
- Piper Rubio como Abby Schmidt.
- Mary Stuart Masterson como la Tía Jane.
- Matthew Lillard como Steve Raglan/William Afton.
- Kat Conner Sterling como Maxine.
- Lucas Grant como Garrett Schmidt.
- David Lind como Jeffrey.
- Christian Stokes como Hank.
- Joseph Poliquin como Carl.
- Tadasay Young como la Dra. Lillian.
- Bailey Winston como Kim.
- Michael P. Sullivan como Doug.
- Jessica Blackmore como la Sra. Schmidt.
- Garrett Hines como el Sr. Schmidt.
- Ryan Reinike como un guardia de seguridad de Freddy's.
- Grant Feely como Niño Fantasma #1 (alma de Golden Freddy).
- Asher Colton Spence como Niño Fantasma #2 (alma de Foxy).
- David Huston Doty como Niño Fantasma #3 (alma de Bonnie).
- Liam Hendrix como Niño Fantasma #4 (alma de Freddy Fazbear).
- Jophielle Love como Niña Fantasma #5 (alma de Chica).
- Theodus Crane como Jeremiah.
- Julia Belanova como Cindy.
- Xander Mateo como un niño asustado.
- Matthew Patrick como Ness.
- Cory DeVante Williams como un taxista.

### Voces
- Kevin Foster como Freddy Fazbear.
- Jade Kindar-Martin como Bonnie.
- Jessica Weiss como Chica.
- Kellen Goff como Foxy.

## Producción

### Desarrollo
En abril de 2015, Warner Bros. Pictures anunció que había adquirido los derechos para adaptar la franquicia de Five Nights at Freddy's a una película. Roy Lee, David Katzenberg y Seth Grahame-Smith fueron contratados para producirla. Grahame-Smith declaró que colaborarían con Scott Cawthon para "hacer una película loca, aterradora e increíblemente adorable". En julio de 2015, se anunció que Gil Kenan había sido contratado para dirigir la adaptación y co-escribirla con Tyler Burton Smith.
En enero de 2017, Cawthon declaró que, en parte, debido a "problemas dentro de la industria del cine en su conjunto", la película "se encontraba con varias demoras" y estaba "de vuelta en el punto de partida", pero prometió que "esta vez, me involucraré con la película desde el primer día, ya que es algo extremadamente importante para mí. Quiero que esta película sea algo que los fanáticos estén emocionados de ver".

### Blumhouse Productions (2017-2023)
En marzo de 2017, Cawthon publicó en su cuenta de Twitter una imagen de Blumhouse Productions, sugiriendo que la película tenía una nueva productora. En mayo de 2017, el productor Jason Blum confirmó la noticia, diciendo que estaba entusiasmado y trabajando estrechamente con Cawthon en la adaptación. En junio de 2017, Gil Kenan confirmó que había abandonado la dirección de la película después de problemas con Warner Bros. Pictures.
En febrero de 2018, se anunció que Chris Columbus dirigiría y escribiría la película, además de producirla con Blum y Cawthon. En agosto de 2018, Cawthon anunció en los foros de Steam que el primer borrador del guion de la película, que incluía solo los acontecimientos del primer juego, había sido terminado y que también podía haber una segunda y tercera película. Blum también hizo una publicación en Twitter diciendo que la película aún no tenía fecha de estreno, pero se esperaba para 2020, aunque debido a la pandemia de COVID-19, esto no sucedió. 
El 20 de noviembre de 2020, Cawthon publicó en Reddit que se había terminado una segunda versión del guion y que la filmación de la película estaba programada para iniciar en la primavera de 2021.
En septiembre de 2021, Blum reveló que Chris Columbus ya no estaba involucrado en el proyecto, que todavía estaba en desarrollo activo. En agosto de 2022, Blum reveló que Jim Henson's Creature Shop estaría trabajando en los animatrónicos de la película. En octubre del mismo año, se anunció que Emma Tammi dirigiría la película además de coescribir junto a Cawthon y Seth Cuddeback.
El 1 de febrero de 2023, la película comenzó oficialmente a filmarse en Nueva Orleans, Luisiana. Las grabaciones de Matthew Lillard (William Afton) empezaron a mediados de febrero. También se grabó en una fachada del local de Freddy Fazbear's Pizza, que luego se desmanteló. La película terminó de grabarse el 3 de abril de 2023.
El 5 de abril de 2023, Blumhouse Productions publicó la primera imagen oficial de la película en su cuenta de Instagram, junto con la fecha de estreno de la película en la descripción.
El 29 de abril de 2023, Blumhouse reveló al público la sinopsis de la película, dando detalles de la trama.
El 6 de mayo de 2023, uno de los primeros inspectores de pruebas filtró un tráiler inacabado de la película. Universal y Blumhouse eliminaron las filtraciones del tráiler, y Cawthon emitió un comunicado sobre la filtración, elogiando a los fanáticos que optaron por no ver ni volver a publicar las imágenes filtradas.
El 16 de mayo de 2023, Blumhouse lanzó un teaser tráiler de la película, junto con varios pósteres publicitarios.
El 27 de junio de 2023, Blumhouse lanzó el tráiler oficial de la película. Mientras que el 11 de julio, se reveló a través de la página de Showcase Cinemas, la duración de la película que constaría de 122 minutos (posteriormente se dio a conocer que la duración oficial de la película sería de 110 minutos).
A finales de julio de 2023, una nueva sinopsis fue revelada a través del sitio web oficial de la película, dando más detalles sobre la trama.
El 30 de agosto de 2023, Blumhouse lanzó el segundo tráiler oficial de la película, junto con unos nuevos pósteres publicitarios.

### Casting
En diciembre de 2022, Josh Hutcherson y Matthew Lillard se unieron al elenco en papeles no revelados. El youtuber Dawko, reveló más tarde durante una transmisión en vivo que Hutcherson interpretaría al guardia de seguridad, Mike Schmidt y Lillard interpretaría al villano principal, William Afton. También reveló que Mary Stuart Masterson y Piper Rubio se habían unido al elenco como una villana femenina no revelada y la hermana menor de Schmidt, Abby, respectivamente. En marzo de 2023, se informó que Kat Conner Sterling y Elizabeth Lail habían sido elegidas para trabajar en la película.
En abril de 2023, se dieron a conocer a los actores de voz para los animatrónicos: Adam Hann-Byrd (Freddy Fazbear), John Sanford Moore (Bonnie), Stacey Depass (Chica), Roger Joseph Manning Jr. (Foxy) y Ted Atherton (Golden Freddy). Días después, se confirmó a Jane Wheeler y Dylan Hoerner como Puppet y Balloon Boy, respectivamente.
Tiempo después, el reparto sufriría varios cambios en los que Freddy Fazbear, Bonnie, Chica y Golden Freddy pasarían a ser interpretados por Kevin Foster, Jade-Kindar Martin, Jessica Weiss y Jade Hassouné, respectivamente. Por otro lado, el reconocido actor de voz, Kellen Goff, quien ya había participado en varios juegos de la franquicia interpretando a distintos personajes, fue elegido para realizar el icónico tarareo del animatrónico Foxy.
En julio de 2023, se reveló que Mary Stuart Masterson interpretaría a Jane, la tía de Mike y Abby.
El youtuber Markiplier, estaba contratado para aparecer en la película, ya que es conocido por muchos como el Rey de Five Nights at Freddy's, por ser siempre uno de los primeros en superar los juegos. Sin embargo, el 16 de octubre de 2023, Markiplier confirmó que no aparecería en la película, debido a que la filmación coincidió con la de su propia película, Iron Lung, y no pudo ir al set a tiempo.

### Filmación
La filmación estaba inicialmente programada para comenzar en la primavera de 2021. Sin embargo, debido a problemas con el guion, la filmación se retrasó. La filmación comenzó en Nueva Orleans el 1 de febrero de 2023, bajo el título provisional Bad Cupcake, con un presupuesto de producción estimado, antes de incentivos fiscales, de 25 millones de dólares. La filmación terminó el 3 de abril de 2023. Lillard comenzó a filmar sus escenas a mediados de febrero.

### Clasificación
El 5 de octubre de 2023, el sistema de la Motion Picture Association of America (MPAA) confirmó que Five Nights at Freddy's tendría una clasificación PG-13 en Estados Unidos. Esto fue debido a que se trata de una película que presentaría «imágenes violentas y lenguaje fuerte».
De acuerdo con Emma Tammi, directora de la película, Five Nights at Freddy's sería apta para mayores de 13 años «porque hay una audiencia muy joven para FNAF» que no querían excluir. Tammi confirmó que no prepararon una versión del director con más violencia y terror, puesto que estaban satisfechos con el resultado de la película.

### Música
The Newton Brothers compusieron la banda sonora de la película, mientras que la canción hecha por fanes "Five Nights at Freddy's" de The Living Tombstone apareció en los créditos finales. "Talking in Your Sleep" de The Romantics aparece en una escena donde los animatrónicos interpretan la canción.

## Marketing
El 5 de abril de 2023, Blumhouse Productions lanzó la primera imagen promocional de la película en su cuenta de Instagram con la fecha de lanzamiento oficial en la descripción. El 6 de mayo de 2023, se compartió una aparente filtración del primer tráiler en las redes sociales, que se consideró "legítima" después de que Blumhouse y Universal Pictures trabajaran para que se retiraran varias copias del tráiler.
El 16 de mayo de 2023, Jason Blum y Blumhouse publicaron en sus cuentas de Twitter varios pósteres publicitarios y un teaser tráiler de la película.
El 27 de junio de 2023, Blumhouse publicó el tráiler oficial de la película. Mientras que el 11 de julio, se reveló a través de la página de Showcase Cinemas, la  duración de la película que constaría de 122 minutos (posteriormente se dio a conocer que la duración oficial de la película sería de 110 minutos).
En agosto de 2023, Blumhouse publicó en sus redes sociales una promoción sobre mercancía de la película que sería sorteada. Poco tiempo después, el 30 de agosto, Blumhouse publicó el segundo tráiler oficial de la película, junto con unos nuevos pósteres publicitarios. Durante la Halloween Horror Nights 2023, se reveló un nuevo adelanto de la película.
A finales de septiembre e inicios de octubre de 2023, empezaron a subirse varios adelantos cortos de la película, los cuales mostraban escenas ya mostradas en los anteriores tráileres, pero que contaban con nuevas escenas. Como parte de la promoción de la película en México, Universal Pictures hizo una colaboración especial con Javier "Chicharito" Hernández, futbolista mexicano.

## Estreno
Five Nights at Freddy's se estrenó en los cines y en Peacock en los Estados Unidos por Universal Pictures el 27 de octubre de 2023. En México, la película se estrenó el 25 de octubre de 2023, mientras que en el resto de Latinoamérica, la película se estrenó el 26 de octubre de 2023. En España, la película se estrenó el 1 de noviembre de 2023.

## Recepción
Unas semanas antes del estreno de la película a nivel mundial, el fundador y director ejecutivo de Blumhouse Productions, Jason Blum, reveló que la película ya había recuperado el dinero invertido en su producción, luego de la venta de los derechos de streaming y distribución en cines alrededor del mundo, por lo cual, Blum esperaba que fuese un rotundo éxito a nivel mundial.
El 25 de octubre de 2023, se empezaron a publicar las primeras críticas de Five Nights at Freddy's. Mientras que en el público tuvo una recepción mixta, varios críticos la repudiaron, acusándola de ser una película de terror desalmada y sin sustos. En el sitio web agregador de reseñas Rotten Tomatoes, Five Nights at Freddy's posee una aprobación de 32%, basada en 212 reseñas, con una calificación de 4.7/10 y un consenso crítico que dice: «Cargado con huevos de Pascua, Five Nights at Freddy's puede ser divertido de ver para los fanáticos del juego, pero la mayoría de los espectadores de cualquier otra tendencia encontrarán esta adaptación confusa y decididamente poco aterradora». Hasta el 2 de enero de 2024, Five Nights at Freddy's ha recaudado $137.3 millones de dólares en los Estados Unidos y Canadá, y $157.6 millones de dólares en otros territorios, para un total mundial de $294.9 millones de dólares.

## Futuro
En agosto de 2018, Scott Cawthon dijo que si la primera película (que, en ese momento, estaba planeada para retomar la historia del primer juego) tuviera éxito, podría haber una segunda y tercera película, siguiendo los eventos del segundo y tercer juego, respectivamente. En enero de 2023, en una entrevista en el podcast WeeklyMTG, Matthew Lillard reveló que había firmado un contrato de tres películas con el estudio.
Por su parte, Emma Tammi admitió que la primera película dejó algunos cabos sueltos que quisiera tratar en una segunda película: "Todos, incluyéndome a mí, estamos muy emocionados de seguir y hacer más películas en este universo si tenemos la suerte y si a esta primera [cinta] le va bien. Tenemos algunos cabos sueltos que creo que tendremos que volver a atar en una secuela".
A inicios de 2024 se confirmó la producción de una secuela, la cual llegaría en 2025.